# Linux
|  | Per a altres significats, vegeu «Linux (nucli)». |

Linux és una familia de sistemes operatius formats pel Nucli del sistema operatiu (kernel) Linux juntament amb les utilitats GNU, denominat de vegades GNU/Linux. Avui en dia, hi ha moltes distribucions de programari basades en aquest sistema operatiu. És usat per un 2,35% dels ordinadors de sobretaula i portàtils.
El nucli del sistema operatiu Linux va ser creat el 1991 a Hèlsinki, quan Linus Torvalds va implementar un clon de UNIX basant-se en el seu coneixement del sistema operatiu Minix i les seves limitacions per tal d'aplicar-les a les noves possibilitats de gestió de memòria en mode protegit dels processadors Intel 80386, una arquitectura molt comuna l'any 1991 i amb millores substancials respecte anteriors versions d'ordinadors personals i de les quals Minix no en treia profit. Les utilitats GNU, necessàries per tenir un sistema operatiu complet, tenen el seu origen en el projecte de Richard Stallman de crear un sistema operatiu lliure, que va començar el 1983 a la Free Software Foundation.
Aquest sistema operatiu va créixer gràcies al treball col·laboratiu de programadors de tot el món, els quals se sumaren a la crida per a desenvolupadors de Linus Torvalds en fer pública la primera versió del nucli del sistema operatiu.
Stallman insisteix que el nom correcte per aquest tipus de sistema operatiu és GNU/Linux, ja que les utilitats GNU són essencials pel seu funcionament. A la pràctica, la majoria de distribuïdors i usuaris utilitzen només el terme Linux per referir-se al sistema operatiu complet, bé per comoditat, bé perquè consideren que el nucli és la part més rellevant i la que ha de donar nom al sistema. La majoria de distribucions utilitzen el terme Linux per referir-se al sistema operatiu, tot i que n'hi ha que utilitzen "GNU/Linux", per exemple Debian i GnuLinEx. Torvalds ha dit que el nom GNU/Linux és aplicable només si es parla d'una distribució feta per GNU (d'una manera similar que RedHat Linux és una distribució feta per RedHat, etc).

Greg Kroah-Hartman és el responsable del manteniment del nucli de Linux i guia el seu desenvolupament, mentre que Geoffrey Knauth és el president de la Free Software Foundation des de 2020, que al seu torn admet els components GNU. Els individus i les corporacions desenvolupen components de tercers que no són GNU. Aquests components de tercers inclouen un ampli cos de treball i poden incloure mòduls del nucli i aplicacions i biblioteques d'usuari. Existeixen nombroses distribucions de programari del sistema operatiu Linux o GNU/Linux, algunes de les quals gestionades per empreses privades (SuSE, Mandriva, RedHat, Ubuntu) i d'altres per comunitats d'usuaris i programadors (Debian, Knoppix, Gentoo, Mepis) i fins i tot governs (LliureX, Linkat) o Instituts d'Ensenyament Secundari (BIADIX). Les diferències que tenen són bàsicament l'alliberament (o tancament) de codi a la comunitat, la incorporació (o la manca) d'interfícies gràfiques per a la gestió de nombroses aplicacions, la facilitat (o complicació) d'instal·lació i ús, i el grau de dependència d'una empresa.
Una de les parts que fa més eficients els sistemes Linux és la potència que trobem utilitzant l'intèrpret d'ordres, ja que per fer qualsevol cosa sovint es pot fer molt més ràpidament amb una simple línia d'ordres que gràficament. Per exemple, per fer una cosa tan senzilla com copiar un tipus definit de fitxers (per exemple *.jpg) d'un directori a un altre, amb l'intèrpret o consola faríem un cp *jpg /home. En la forma gràfica, hauríem de seleccionar manualment tots els arxius amb extensió .jpg, obrir una altra finestra i enganxar; això sense complicar perquè també podem fer que busqui els arxius buits i que els esborri (de tot el disc dur...), etc.

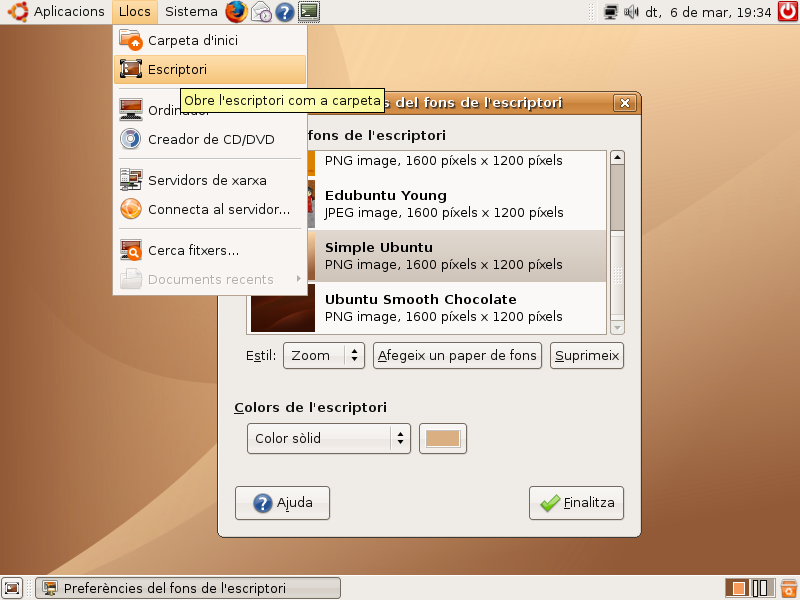
Distribució Ubuntu en català
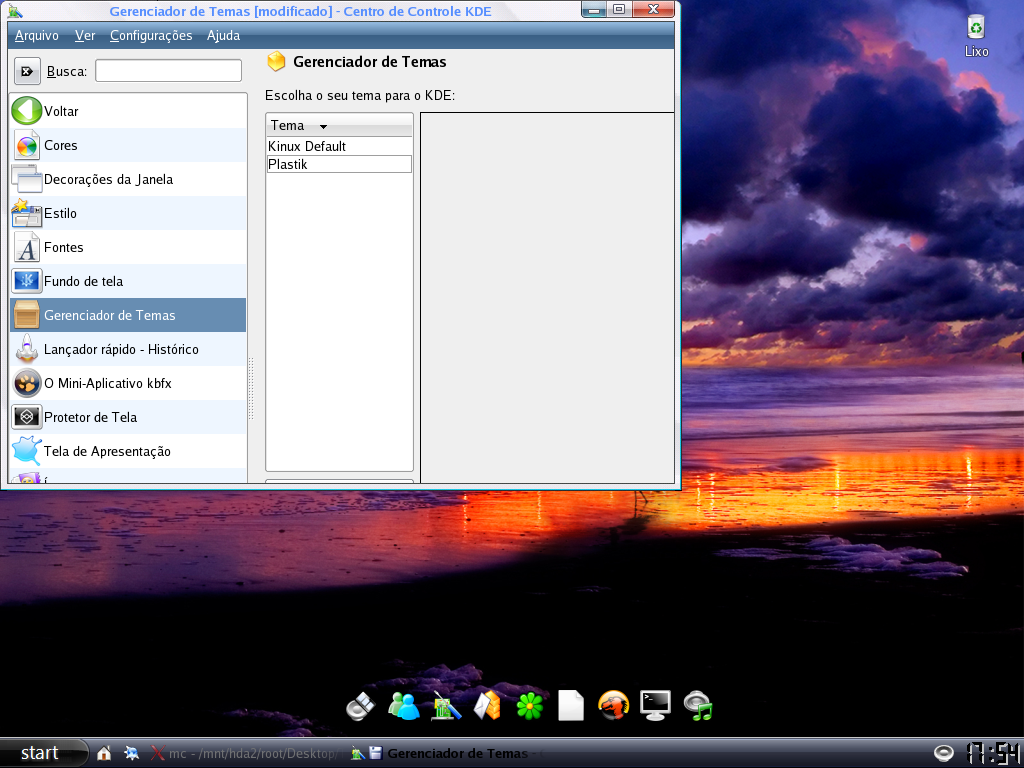
Distribució Kinux
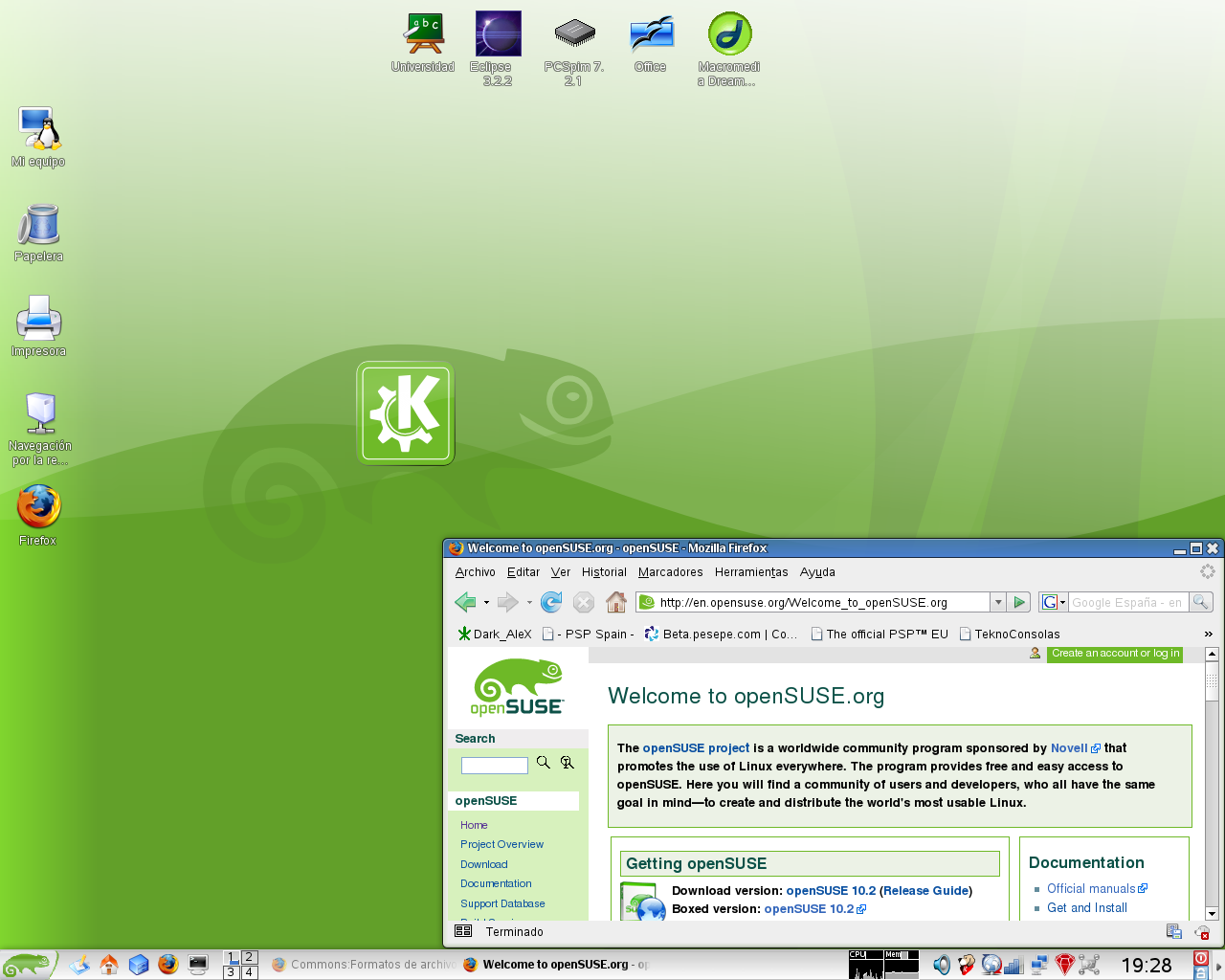
Distribució OpenSUSE
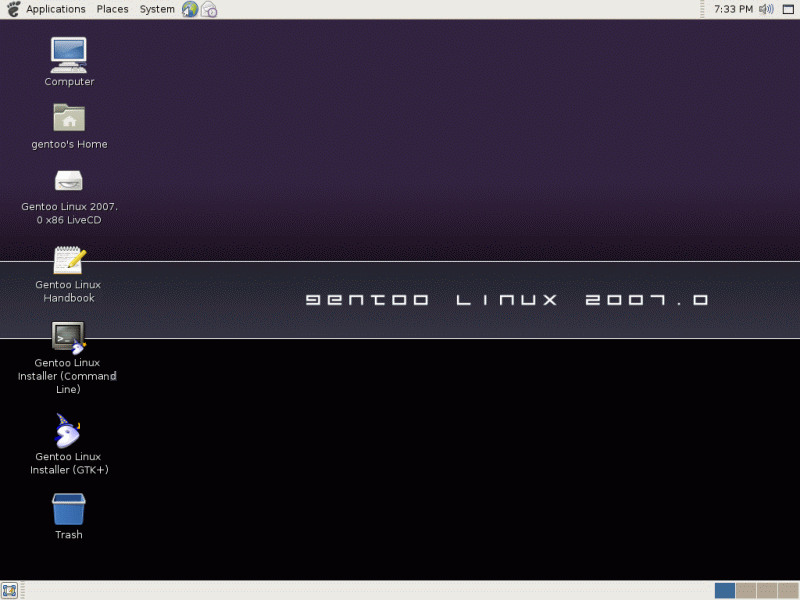
Distribució Gentoo

## Etimologia
L'acrònim recursiu GNU, GNU's Not Unix (GNU no és Unix), prové de les eines bàsiques de sistema operatiu creades pel projecte GNU, iniciat per Richard Stallman en 1983 i mantingut per la Free Software foundation. El nom Linux ve del nucli Linux, inicialment escrit per Linus Torvalds en 1991.
La contribució del projecte GNU al sistema és la raó per la qual existeix controvèrsia a l'hora d'utilitzar Linux o GNU/Linux per referir-se al sistema operatiu format pel sistema GNU i el nucli Linux en el seu conjunt.
El sistema operatiu Unix va ser concebut i implementat en 1969 en els laboratoris Bell d'AT&T als Estats Units per Ken Thompson, Dennis Ritchie, Douglas McIlroy, i Joe Ossanna. Unix es va escriure completament en llenguatge assemblador per primera vegada en 1971, ja que era una pràctica comuna al moment. Més tard, en 1973, en un enfocament innovador, es va tornar a escriure en el llenguatge de programació C, per Dennis Ritchie (a excepció del nucli i del sistema d'entrada i sortida de dades). La disponibilitat d'un llenguatge d'alt nivell per implementar Unix va propiciar la seva portabilitat a diferents plataformes de computació amb major facilitat; ajudant així a la seva propagació.
A causa d'un anterior cas antimonopoli que li prohibia entrar en el negoci dels ordinadors, AT&T llicenciava gratuïtament el codi font del sistema operatiu Unix a qualsevol persona que ho sol·licités. Com a resultat, Unix va créixer ràpidament i va arribar a ser àmpliament adoptat per les institucions acadèmiques i empreses. En 1984, AT&T es va despullar de Bell Labs; quedant lliure de l'obligació legal que requeria la concessió d'aquestes llicències.

### Creació
El projecte GNU, iniciat en 1983 per Richard Stallman, té l'objectiu de crear un «sistema de programari compatible amb Unix, compost enterament de programari lliure». El treball va començar l'any 1984. Més tard, en 1985, Stallman va fundar la Free Programari Foundation per finançar el desenvolupament de GNU, i va redactar la Llicència Pública General de GNU en 1989. A principis de la dècada de 1990, molts dels programes que calen en un sistema operatiu (com biblioteques, compiladors, editors de text, un shell Unix, i un sistema de finestres) ja s'havien aconseguit desenvolupar i estaven operatius en el projecte GNU. No obstant això, altres elements, com els controladors de dispositius i els daemons, estaven encara en desenvolupament i incomplets.
Anys després, Linus Torvalds va declarar que, si el nucli del projecte GNU hagués estat disponible en 1991, no s'hauria decidit a desenvolupar el seu propi nucli. Així mateix, també va declarar que si el nucli 386BSD (com NetBSD, OpenBSD i FreeBSD descendeixen), el desenvolupament del qual és anterior al nucli Linux i que no es va alliberar fins a 1992 per temes legals, hagués estat disponible probablement tampoc ho hauria desenvolupat.
En 1991, quan Torvalds assistia a la Universitat de Hèlsinki i era usuari del sistema operatiu MINIX, i dels programes provinents del projecte GNU, estava molt interessat pel funcionament dels sistemes operatius. Frustrat per la concessió de llicències d'ús que utilitzava MINIX, que en aquest moment es limitava a ús educatiu, aquest mateix any va decidir començar a desenvolupar el seu propi nucli.
Cap a 1992, Torvalds havia treballat tant en el desenvolupament del nucli Linux que va arribar a superar a altres nuclis que es trobaven també en desenvolupament en aquest moment. Les aplicacions GNU també es van ser desenvolupant de manera que van reemplaçar tots els components de MINIX, perquè era més avantatjós utilitzar el codi lliure del projecte GNU amb el nou sistema operatiu. El codi GNU amb llicència sota la GPL pot ser reutilitzat en altres programes d'ordinador, sempre que també s'alliberin sota la mateixa llicència o una llicència compatible. Posteriorment Torvalds va iniciar un canvi de la seva llicència original, que prohibia la redistribució comercial, i ho va difondre sota la llicència GPL. Els desenvolupadors d'ambdues parts van treballar per integrar components de GNU amb el nucli Linux, aconseguint un sistema operatiu completament funcional.

## Linux en temps real
El nucli de Linux, com el de la majoria de sistemes operatius que se subministra habitualment amb les distribucions per a PC d'escriptori, no proporciona un sistema operatiu en temps real. Per a aquelles aplicacions que requereixin resposta en temps real, com pot ser el control de màquines i processos, existeixen dues aproximacions diferents en Linux:
- El que es coneix com a "soft real-time", o temps real no veritable, que consisteix en el fet que aquella tasca que requereix executar-se en temps real tingui la màxima prioritat. No és una solució de temps real veritable, ja que tant les tasques del sistema operatiu que tindran més prioritat, com el sistema d'interrupcions, poden modificar bastant els temps de resposta.

- El que es coneix com a "hard real-time", o temps real veritable, que permet donar una prioritat absoluta a la tasca que s'ha d'executar en temps real, modificant fins i tot la gestió de les interrupcions perquè no puguin introduir retards apreciables. Aquesta és l'opció a triar en la immensa majoria d'aplicacions que necessitin resposta en temps real veritable. Això es pot aconseguir modificant el nucli de Linux, amb la dificultat que això implicarà quant a les actualitzacions del nucli de Linux que vagin apareixent i que s'hauran d'anar modificant abans de poder-se utilitzar en els sistemes de temps real, o introduint un micronucli entre el maquinari i el nucli de Linux, amb control total sobre les interrupcions, capaç de donar servei a les tasques en temps real directament, sense passar pel nucli Linux, i al mateix nucli de Linux, amb una prioritat absoluta per a les tasques en temps real. Aquesta és l'opció que es tria més sovint. Es disposa bàsicament dos micronuclis en codi obert a triar: Open RTLinux (Real Time Linux), amb llicència GPL (FSM Labs l'ofereix també sota una llicència diferent si se'n volen fer treballs derivats no GPL), i RTAI (Real Time Application Interface), amb llicència LGPL.